# Liepe (Bestensee)
Liepe ist ein Wohnplatz der Gemeinde Bestensee im Landkreis Dahme-Spreewald in Brandenburg.

## Geografische Lage
Liepe liegt westlich des Bestenseer Wohnplatzes Pätz und dort unmittelbar am nördlichen Ufer des Pätzer Hintersees. Von ihm besteht eine Verbindung in den Pätzer Vordersee. Eine Ausbuchtung dieses Gewässers befindet sich zwischen Pätz und Liepe.

## Geschichte
Die Siedlung erschien im Jahr 1932 als Wohnplatz von Pätz und kam im Zuge der Gemeindegebietsreform 2003 zusammen mit Pätz nach Bestensee.